# Републикански път III-704
Републикански път IIІ-704 е третокласен път, част от Републиканската пътна мрежа на България, преминаващ по територията на области Шумен и Търговище. Дължината му е 22,5 км.
Пътят се отклонява надясно при 170,6 км на Републикански път I-7 в югоизточната част на село Менгишево и се насочва на северозапад през историко-гографската област Герлово. След като премине през селото пътят навлиза в Търговишка област и през село Плъстина достига до село Долно Новково, където завива на запад и източно от град Омургаг се свързва с Републикански път II-48 при неговия 2,1 км.
| Пътища, отклоняващи се надясно (населено място, № на пътя, посока на пътя)                                  | Км   | Пътища, отклоняващи се наляво (посока на пътя, № на пътя, населено място) |
| --- | ---- | ------------------------------------------------------------------------- |
| Община Върбица, Област Шумен, I-7, 170,6 км, с. Менгишево →                                                 | 0,0  | → с. Менгишево, 170,6 км, I-7, Област Шумен, Община Върбица               |
| Община Омуртаг, Област Търговище                                                                            | 0,8  | Област Търговище, Община Омуртаг                                          |
| с. Плъстина                                                                                                 | 3,9  | с. Плъстина                                                               |
| | 5,4  | → общински път (за с. Церовище)                                           |
| (за с. Рътлина) общински път ←                                                                              | 6    |                                                                           |
| (от с. Пролаз) III-4008, 12,8 км, с. Долно Новково → (за с. Горно Новково) общински път, с. Долно Новково ← | 10,2 | → с. Долно Новково                                                        |
| (за с. Кестеново) общински път ←                                                                            | 10,7 |                                                                           |
| с. Угледно                                                                                                  | 12,7 | → с. Угледно, общински път (за с. Обител)                                 |
| (за с. Горно Козарево) общински път ←                                                                       | 15,7 | → общински път (за с. Долно Козарево)                                     |
| | 17,7 | → общински път (за с. Красноселци)                                        |
| (от 208,6 км на I-4) II-48, 2,1 км →                                                                        | 22,5 | → 2,1 км, II-48 (до 221,2 км на I-7)                                      |